# Liudolf (Ezzonen)

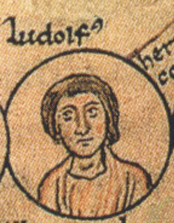
Liudolf

Liudolf, oft auch Ludolf von Brauweiler († 11. April 1031), war Vogt der Abtei Brauweiler, Erbe der Herrschaft Waldenburg und durch seine Ehe Herr von Zütphen. Er war kaiserlicher Feldherr, Bannerträger und wohl auch Vogt der Stadt Köln. 

## Leben
Liudolf war der älteste Sohn von Ezzo, Pfalzgraf von Lothringen aus dem Haus der Ezzonen, und Mathilde von Sachsen, somit der älteste Enkel von Kaiser Otto II. aus dem Haus der Liudolfinger. 
Er heiratete Mathilde von Zütphen, Tochter von Otto von Zütphen, die ihm ihren ererbten Besitz in Twente und Westfalen mit in die Ehe brachte, zu dem auch Vogteirechte im Bistum Münster und im Stift Borghorst gehörten. Ihre Kinder waren:
- Heinrich, † nach 31. Oktober 1031
- Konrad (Kuno), † 1055 in Ungarn, wohl am 15. Dezember, 1031 Vogt der Abtei Brauweiler, 1049/53 Herzog von Bayern, abgesetzt, begraben in St. Maria ad Gradus in Köln; ⚭ 1036 Judith von Schweinfurt, Tochter von Markgraf Otto (Schweinfurt), heiratete in zweiter Ehe Botho Graf von Pottenstein, † 1. März 1104 (Aribonen)
- Adelheid, 1059 bezeugt, Erbin ihres Bruders Konrad; ⚭ Gottschalk von Zutphen

Die Ehe Liudolfs und Mathildes stand unter kritischen Vorzeichen, da Mathilde von Zütphen als Tochter von  Otto von Zütphen bzw. Hammerstein  und Irmingard von Verdun ein Kind der Hammersteiner Ehe war und somit von 1018 bis 1027 als unehelich gegolten haben dürfte – ein Makel, der sich in dieser Zeit dann auch auf Liudolf erstreckte.
Liudolf starb drei Jahre vor seinem Vater und wurde in der Familiengrablege im Kloster Brauweiler bestattet.